# Paris Live Session
Paris Live Session es un extended play solo disponible para iTunes de la cantante británica Lily Allen, se lanzó el 24 de noviembre de 2009 por Regal Recordings.

## Lista de canciones
| N.º | Título                             | Escritor(es)                                                   | Duración |  |
| 1.  | «Fuck You»                         | Lily Allen, Greg Kurstin                                       | 3:53     |  |
| 2.  | «22 (Vingt Deux)» (featuring Ours) | L. Allen, G. Kurstin                                           | 3:58     |  |
| 3.  | «The Fear»                         | L. Allen, G. Kurstin                                           | 3:17     |  |
| 4.  | «Littlest Things»                  | L. Allen, Herve Roy, Mark Ronson, Pierre Bachelet, Santi White | 3:32     |  |
| 5.  | «Everyone's At It»                 | L. Allen, G. Kurstin                                           | 4:33     |  |